# 織田信就
織田 信就（おだ のぶなり）は、江戸時代中期の大名。上野国小幡藩4代藩主。通称は八、伊織、帯刀。官位は従四位下・侍従、美濃守。

## 生涯
3代藩主・織田信久の次男として誕生。生母は信久の側室であり、系譜上は次男になっているものの、庶長子であったようである。養母は稲葉信通の娘。
元禄7年（1694年）、信久と正室の稲葉氏の間に生まれた兄・信盛、弟・信知の死去に伴い嫡子となる。同年12月15日に5代将軍・徳川綱吉に御目見し、12月18日に従五位下美濃守に叙任する。後に従四位下侍従に昇進する。
正徳4年（1714年）8月23日、父の死去により家督を継いだ。正徳5年（1715年）6月15日に藩主として初めてお国入りする許可を得る。父の時代から小幡藩の財政は既に破綻寸前となっていたため、これを再建するために改革に取り組もうとしたが、領民が年貢減免と助郷軽減を訴え、挙句に幕府の直轄領に変えてくれと嘆願する有様であったと言われている。このため、信就は年貢を1割減免し、税制を定免制度に変えざるを得なくなったと言われている。
享保16年（1731年）6月10日、死去。享年71。法号は乾瑞院亭巌元貞。
長男・信房、次いで三男・信乗が病のため廃嫡され、次男・信常も病弱で嫡子とされず、四男・信右が跡を継いだ。

## 系譜
正室はなし。子女は8男3女。なお、「御代々様・御連枝様方御事跡」には9男3女とある。
父母
- 織田信久（父）
- 稲葉信通の娘（養母）

子女
- 織田信房（長男）
- 織田信常（次男）
- 織田信乗（三男）
- 織田信右（四男）
- 織田長顕（五男）
- 織田信富（七男）
- 津田長季（八男）
- 津田正春正室